# Kostel
Kostel je naselje u Republici Hrvatskoj, u sastavu Grada Pregrade, Krapinsko-zagorska županija. Keglevići od Bužina, stara hrvatska plemićka obitelj imala je tu sjedište nakon kupnje Kostelgrada.

## Stanovništvo
Prema popisu stanovništva iz 2001. godine, naselje je imalo 149 stanovnika te 42 obiteljskih kućanstava.
| broj stanovnika | 208   | 231   | 254   | 279   | 256   | 289   | 261   | 235   | 269   | 250   | 202   | 183   | 174   | 164   | 149   | 137   | 119   |
|                 | 1857. | 1869. | 1880. | 1890. | 1900. | 1910. | 1921. | 1931. | 1948. | 1953. | 1961. | 1971. | 1981. | 1991. | 2001. | 2011. | 2021. |

## Znamenitosti i običaji
- Kostelgrad[4]
- Kostelska uskrsna pištola, 2019. godine je bilo 496. izdanje.[7] Povjerenstvo za nematerijalnu kulturnu baštinu Ministarstva kulture dalo je 2012. godine tom običaju svojstvo nematerijalnog kulturnog dobra.[8]
- Crkva sv. Mirka (Emerika)[9]
- Kapela Trpećeg Isusa[10]
- Kapela Isusu Putniku, s bunarom[10]

## Poveznice
- Keglevićeva straža Kostel